# Tín dụng tiêu dùng
Tín dụng tiêu dùng ra đời cùng với sự phát triển của hệ thống ngân hàng. Đây là một hình thức khá phổ biến hiện nay đặc biệt là ở một số nước phát triển trên thế giới. Tuy nhiên hình thức này còn khá mới mẻ ở Việt Nam. Chúng ta đã quen với việc mua hàng hóa tiêu dùng có giá trị từ vài triệu lên đến vài trăm triệu được trả trực tiếp bằng tiền mặt nhưng việc này là rất hiếm hoi ở nước ngoài. Bới vì ở nước ngoài việc thanh toán hầu hết được thực hiện thông qua hệ thống ngân hàng.
Để tạo điều kiện cho các khách hàng có thể thỏa mãn nhu cầu tiêu dùng (mua sắm hàng hóa) của mình, các ngân hàng sẽ cho vay tiêu dùng bằng tiền hay hàng hóa. Người được hưởng tín dụng tiêu dùng không phải thế chấp bất cứ một loại tài sản nào mà chỉ cần chứng minh được thu nhập. Người vay tín dụng sẽ phải trả một phần gốc và lãi hàng tháng.
Hạn mức tín dụng căn cứ vào thu nhập bình quân của người đó
Thời hạn của tín dụng tiêu dùng từ 1 năm đến 5 năm
Lãi suất tín dụng được tính theo: dư nợ giảm dần hay dư nợ gốc (tùy theo từng ngân hàng). Tính lãi theo dư nợ gốc là người vay tín dụng sẽ phải trả một khoản tiền lãi cố định từ đầu kì cho đến cuối kì tín dụng. Còn tính theo dư nợ giảm dần là người vay sẽ trả tiền lãi căn cứ vào số dư nợ thực tế trên trong từng kì.